# Orfelia elegantula
Orfelia elegantula är en tvåvingeart som först beskrevs av Samuel Wendell Williston  1900.  Orfelia elegantula ingår i släktet Orfelia och familjen platthornsmyggor.
Artens utbredningsområde är Arizona. Inga underarter finns listade i Catalogue of Life.